# مهرجان الفلم النرويجي الدولي
مهرجان الفيلم النرويجي الدولي هو مهرجان سينمائي نرويجي تأسس منذ عام 1973 وينعقد خلال شهر أغسطس في هاوغسوند. تُمنح جوائز أماندا في هذا المهرجان.

### روابط خارجية
- الموقع الرسمي